# Trần Đình Hùng
Trần Đình Hùng (1928 – 27 tháng 4 năm 2023) là một quân nhân thuộc Quân đội nhân dân Việt Nam, nguyên Tham mưu trưởng Đoàn 157. Ông được nhà nước Việt Nam phong tặng danh hiệu Anh hùng Lực lượng vũ trang nhân dân.

## Cuộc đời
Trần Đình Hùng sinh năm 1928 tại xã Cảnh Thụy, huyện Yên Dũng, tỉnh Hà Bắc (nay thuộc tỉnh Bắc Giang). Ông nhập ngũ từ tháng 7 năm 1950 và thuộc biên chế Trung đội pháo binh ĐKZ, Trung đoàn 36, Đại đoàn 308. Trong suốt những năm tham gia chiến đấu cùng đại đoàn ở Bắc Bộ, ông thường đảm nhận vị trí pháo thủ số 1. Đến tháng 5 năm 1954, với tư cách Trung đội trưởng Trung đội pháo binh, ông cùng khẩu đội của mình tham gia Chiến dịch Điện Biên Phủ với vai trò phòng ngự đồi 106. Khẩu đội của ông đã tiêu giệt nhiều quân lính Pháp cũng như phá hủy 1 súng cối 81mm. Cũng trong chiến dịch này, chân súng DKZ bị hỏng khi đánh vị trí 311B, Trần Đình Hùng đã dùng vải bạt lót nòng súng vác lên vai, nằm lên bờ hào để đồng đội ngắm bắn. Trong chiến dịch, ông bị thương ở tay nhưng vẫn tiếp tục chiến đấu. Hiện nay, khẩu DKZ ông từng sử dụng là một trong những hiện vật về Chiến dịch Điện Biên Phủ đang được trưng bày tại Bảo tàng Lịch sử Quân sự Việt Nam.
Đến ngày 7 tháng 5 năm 1956, ông được nhà nước Việt Nam trao tặng Huân chương Quân công hạng Ba và danh hiệu Anh hùng Lực lượng vũ trang nhân dân. Ông qua đời vào ngày 27 tháng 4 năm 2023 tại nhà riêng, thọ 95 tuổi.

## Huân chương
- Huân chương Quân công hạng Ba;
- Huân chương Chiến công hạng Nhất, Nhì, Ba;
- Huân chương Kháng chiến hạng Nhất;
- Huy hiệu Chiến sĩ Điện Biên.